# Martin Mortensen
Martin Mortensen (Herning, 5 de novembre de 1984) és un ciclista danès professional des del 2007 i actualment a l'equip ColoQuick CULT. Del seu palmarès destaca el Czech Cycling Tour de 2015, i la Tro Bro Leon de 2016.

## Palmarès
- 2002
  -  Campió de Dinamarca júnior en contrarellotge
- 2005
  -  Campió de Dinamarca sub-23 en contrarellotge
  - 1r al Tour de Moselle i vencedor de 2 etapes
- 2006
  -  Campió de Dinamarca en contrarellotge per equips
- 2007
  - 1r a la Post Cup
  - 1r al Gran Premi de Dourges
- 2008
  - 1r al Duo Normand (amb Michael Tronborg)
  - Vencedor d'una etapa del Boucle de l'Artois
- 2013
  - Vencedor d'una etapa del Tour de Normandia
  - Vencedor d'una etapa de la Volta a Eslovàquia
- 2014
  - 1r al Czech Cycling Tour i vencedor d'una etapa
- 2015
  - 1r al Velothon Wales
- 2016
  - 1r a la Tro Bro Leon